# Kaunerberg
Kaunerberg település Ausztriában, Tirolban a Landecki járásban található. Területe 23,45 km², lakosainak száma 423 fő, népsűrűsége pedig 18 fő/km² (2014. január 1-jén). A település 1297 méteres tengerszint feletti magasságban helyezkedik el.

## Fordítás
- Ez a szócikk részben vagy egészben  a   Kaunerberg című angol Wikipédia-szócikk ezen változatának fordításán alapul.  Az eredeti cikk szerkesztőit annak laptörténete sorolja fel. Ez a jelzés csupán a megfogalmazás eredetét és a szerzői jogokat jelzi, nem szolgál a cikkben szereplő információk forrásmegjelöléseként.